# 蘇仙区
蘇仙区（そせん-く）は中華人民共和国湖南省郴州市に位置する市轄区。

## 地理
中心市街のすぐ近くに蘇仙嶺という山岳型カルスト地形があり、北宋の蘇軾、秦観、米芾および近代の張学良などが訪問したことがある。2009年に鍾乳洞が多い北湖区の万華岩と共に中華人民共和国国家級風景名勝区に認定された。

## 行政区画
- 街道：蘇仙嶺街道、南塔街道、白鹿洞街道、王仙嶺街道、卜里坪街道、観山洞街道
- 鎮：白露塘鎮、良田鎮、棲鳳渡鎮、坳上鎮、許家洞鎮、五里牌鎮、五蓋山鎮、飛天山鎮